# Јан Муха
Јан Муха (слч. Ján Mucha; 5. децембар 1982) бивши је словачки фудбалер. Играо је на позицији голмана.
Најзапаженији је био као играч Легије за коју је одиграо 95 лигашких утакмица. За репрезентацију Словачке наступао је на СП 2010. и ЕП 2016. године.